# Odin (film)
Az Odin, teljes címén Odin: Photon Sailer Starlight (オーディーン 光子帆船スターライト; Ódín: Kosi hanszen Szutáraito; Hepburn: Ōdīn: Koshi hansen Sutāraito; Odin: Koshi Hansen Starlight) vagy Odin: Starlight Mutiny 1985-ben bemutatott japán animációs sci-fi film. Producere Nisizaki Josinobu, rendezője Maszuda Tosio volt, zenéjét Mijagava Hirosi szerezte. Mindhármuk neve már a Ucsú szenkan Yamato után is ismert volt. A film a Toei Animation és a West Cape Production gyártásában készült.
Japán bemutatója 1985. augusztus 10-én volt. Az Egyesült Államokban a U.S. Manga Corps forgalmazta, 90 percre vágott szinkronizált és feliratos vágatlan változatban is. Magyarországon 1991 szeptemberében a VICO adta ki VHS-en a vágott változatot magyar szinkronnal.
A film többnyire negatív fogadtatásban részesült a döcögős cselekményvezetés és a megfelelő konklúzió hiánya miatt, ezért nem teljesítette a Toei hozzá fűzött céljait, a Yamato-sorozat népszerűsítését.

Az Odin magyar kiadásának logója

## Cselekmény
A 21. században az emberi technológia lehetővé teszi, hogy távoli bolygókat fedezzen fel. Egy hipermodern űrvitorlás, a Starlight, amelyet foton-sugárnyalábok és egy kísérleti gravitációs hajtómű repít egy frissen felfedezett idegen civilizáció felé a Jupiteren túlra, fedélzetén néhány tapasztalt veteránnal és egy csapat lelkes újonccal. Egy mentőkapszulában rátalálnak egy rejtélyes leányra, Sarára, akinek a hajóját ismeretlen idegenek pusztították el. Saráról kiderül, hogy láncszem a földi és egy földönkívüli faj között, amely az Odin nevű bolygón élt. A hajó azonban a földről azt a parancsot kapja, hogy térjenek vissza, ezért a legénység fiatal tagjai kénytelenek fellázadni idősebb feletteseik ellen, hogy folytathassák útjukat az Odinra. Rövidesen viszont szembe kerülnek egy önállósodott, magát Asgardnak nevező, emberpusztító szuperkomputerrel és robothajó seregével.

## Szereplők
| Szereplő                             | Japán hang      | Angol hang       | Magyar hang    |
| ------------------------------------ | --------------- | ---------------- | -------------- |
| Cukuba Akira                         | Furukava Tosio  | Edward Glen      | Bolba Tamás    |
| Sara Cyanbaker                       | Han Keiko       | Stacey Jefferson | Somlai Edina   |
| Mamoru Nelson                        | Hori Hidejuki   | Ian Tyler        | Csonka András  |
| Nekota Bóicsi                        | Sioja Joku      | Peter Whitman    | ?              |
| Naoki Rjú                            | Vakamoto Norio  | Stuart Milligan  | Kerekes József |
| Szuzuka Takesi kapitány              | Kato Takesi     | Don Fellows      | Kerekes József |
| Doktor                               | N/A             | Peter Marinker   | Kerekes József |
| Kuramoto Maszanoszuke fedélzetmester | Naja Goró       | Bob Sessions     | Zalán János    |
| Narrátor                             | Naja Goró       | Sean Barrett     | Stohl András   |
| Belgel                               | Genda Tessó     | Sean Barrett     | ?              |
| Dzsiró Isige                         | Furuja Tóru     | Nigel Greaves    | ?              |
| Kiborg                               | Macuhasi Noboru | Vincent Marzello | Stohl András   |

További magyar hangok: Csonka András, Kerekes József, Stohl András, Zalán János

## Filmzene
Nyitótéma
- Gotta Fight: előadója a Loudness

Zárótéma
- Odin (オーディーン; Ódín; Hepburn: Ōdīn?): előadója a Loudness

Betétdalok
- Platonic (プラトニック): előadója Katori Joko
- Vatasi no Odin - Odin no otome (私のオーディーン～オーディーンの乙女～; Hepburn: Watashi no Odin - Odin no otome?): előadója Katori Joko

## Mitológiai háttér
A történet kiindulópontját a skandináv mitológiából ismert Odin alakja adja. A filmben Odin népe egy idegen civilizáció, amely hatott az emberiségre történelme hajnalán, és Odin istenség ezen nép révén került a köztudatba, majd épült be a mondavilágba. Ezen civilizáció magokat küldött szét a világűrbe, amelyekben saját génállományát helyezte el. Ezekből a magokból a Földre is juthatott, mivel Sara, az anime főhősnője különös álmokat lát Odin világáról, ismeri a nyelvüket és hallja ősei hívását. Az idegenek adattároló kristályaiból kiderül, hogy a tűz birodalma pusztította el a paradicsomot. Ez az idegen civilizáció napjára, a Canopusra vonatkozik, amely megöregedve vörös óriássá vált, s felperzselte Odin földjét. A skandináv eredetmonda szerint a kezdetben létező káosz jégországra (Niflheim) és tűzországra (Muspellheim) vált szét, melynek következtében megszületett az első isten, Ymir, a déróriás. A filmben sajátos módon ábrázolják Asgardot, ami az istenek otthona a skandináv mondavilágban, a filmben viszont a szuperkomputer bázisa, ahol Odin népének talán utolsó tagjai sínylődnek.

## Fogadtatás
Az űrhajók tetszetős dizájnja és a szép animáció ellenére a film többnyire negatív fogadtatásban részesült a döcögős cselekményvezetés és a megfelelő konklúzió hiánya miatt, ezért nem teljesítette a Toei hozzá fűzött céljait, a Yamato-sorozat népszerűsítését. Bár az Odint eredetileg trilógiának tervezték, az alacsony bevétel miatt elvetették a további részek készítését. Sokan úgy tekintenek a filmre, mint Nisizaki kísérlete a Yamato témáinak újrafelhasználására. A Loudness japán metalegyüttes zenei aláfestése üdvözlést, de kigúnyolást is kapott.